# Diocese de Corner Brook e Labrador
A Diocese de Corner Brook e Labrador (Dioecesis Riviangulanensis-Labradorensis) é uma diocese localizada na cidade de Corner Brook, na província de Terra Nova e Labrador, pertencente a Arquidiocese de St. John's, Newfoundland no Canadá. Foi fundada em 1870 pelo Papa Pio IX. Inicialmente foi fundada com o nome de Prefeitura Apostólica de Western Newfoundland, sendo elevada a diocese em 1904 e adotado o nome atua somente em 2007. Com uma população católica de 46.900 habitantes, sendo 35,2% da população total, possui 26 paróquias com dados de 2018.

## História
Em 9 de maio de 1870 o Papa Pio IX cria a Prefeitura Apostólica de Western Newfoundland a partir do território da então Diocese de Saint John's, Newfoundland. Em 1892 a prefeitura apostólica é elevado a vicariato com o nome de Vicariato Apostólico de Western Newfoundland. Em 1904 o vicariato é elevado a diocese com o nome de Diocese de Saint George’s. Em 31 de maio de 2007 a Diocese de Saint George’s altera seu nome alterado para a atual Diocese de Corner Brook e Labrado. No mesmo dia a Diocese de Labrador City-Schefferville é extinta, com parte do seu território transferido para a Diocese de Corner Brook e Labrador. 

## Lista de bispos
A seguir uma lista de bispos desde a criação da prefeitura apostólica em 1870, em 1892 é elevado a vicariato e em 1904 a diocese. 
|                                               | Nome                              | Período                           | Notas                                              |
| Bispos de Corner Brook e Labrador             | Bispos de Corner Brook e Labrador | Bispos de Corner Brook e Labrador | Bispos de Corner Brook e Labrador                  |
| --------------------------------------------- | --------------------------------- | --------------------------------- | -------------------------------------------------- |
| 3º                                            | Bart van Roijen                   | 2019 -                            |                                                    |
| 2º                                            | Peter Joseph Hundt                | 2011 - 2018                       | Nomeado arcebispo de Saint John's, Newfoundland    |
| 1º                                            | David Douglas Crosby, O.M.I.      | 2007 - 2010                       |                                                    |
| Bispos de Saint George’s                      |                                   |                                   |                                                    |
| 7º                                            | David Douglas Crosby, O.M.I.      | 2003 - 2007                       | Nomeado bispo dessa diocese                        |
| 6º                                            | Raymond John Lahey                | 1986 - 2003                       | Nomeado bispo de Antigonish                        |
| 5º                                            | Richard Thomas McGrath            | 1970 - 1985                       |                                                    |
| 4º                                            | Michael O'Reilly                  | 1941 - 1970                       |                                                    |
| 3º                                            | Henry Thomas Renouf               | 1920 - 1941                       | Faleceu no cargo                                   |
| 2º                                            | Michael Fintan Power              | 1911 - 1920                       | Faleceu no cargo                                   |
| 1º                                            | Neil McNeil                       | 1904 - 1910                       | Nomeado arcebispo de Vancouver                     |
| Vigários Apostólicos de Western Newfoundland  |                                   |                                   |                                                    |
| 2º                                            | Neil McNeil                       | 1895 - 1904                       | Nomeado bispo de Saint George’s                    |
| 1º                                            | Michael Francis Howley            | 1892 - 1895                       | Nomeado bispo de Diocese de Saint John's           |
| Prefeitos Apostólicos de Western Newfoundland |                                   |                                   |                                                    |
| 2º                                            | Michael Francis Howley            | 1885 - 1892                       | Nomeado vigário apostólico de Western Newfoundland |
| 1º                                            | Thomas Sears                      | 1871 - 1885                       | Faleceu no cargo                                   |